# Tech Gate Vienna
Tech Gate Vienna es un parque científico y tecnológico en la ciudad de Viena, Austria, ubicado en el distrito 22 de Donaustadt. Fue construido entre 1999 y 2005 siguiendo el proyecto de los arquitectos Wilhelm Holzbauer y Sepp Frank en un área llamada Donau City . 
Tech Gate Vienna se compone de dos edificios. El primer edificio, de 26 metros de altura, se terminó en 2001 y tiene 7 pisos, con un total de 36 000 metros cuadrados de espacio. El segundo edificio fue construido de 2004 a 2005 y tiene 75 metros de altura con 18 000 metros cuadrados en 19 pisos. 
Además de muchas compañías y empresas de nueva creación, varios laboratorios tecnológicos están ubicados en los edificios de Tech Gate Vienna, como el Instituto de Tecnología de Austria, el Centro de Investigación de Telecomunicaciones de Viena (FTW) y el Centro de Investigación VRVis. Se utilizan cuatro etapas atractivas para una variedad de eventos afines de tecnología. 